# 南卡羅來納州第二志願步兵團
南卡羅來納州第二志願步兵團（2nd South Carolina Volunteer Infantry Regiment）是美國南北戰爭時邦聯軍隊中的一支步兵團。

## 成立
1861年1月（內戰前），南卡羅來納州第二步兵團已經成立，旨在服務美國的聯邦政府。但內戰時效力李將軍麾下的北維吉尼亞軍團，直至李將軍於阿波馬托克斯法院（Appomattox Court House）投降後數星期。

## 隸屬
南卡州第二步兵團是第一兵團中，約瑟夫·科曉（Joseph Kershaw）准將之軍旅中的一個步兵團，參與過不少戰役。

## 戰役
- 薩姆特堡戰役
- 第一次馬納沙斯之役
- 魯文斯維爾之役
- 約克鎮之役
- 威廉斯堡之役
- 安提耶坦戰役
- 弗德堡之役
- 錢斯勒斯維爾之役
- 葛底斯堡之役
- 奇克莫加之役（Battle of Chickamauga）
- 莽原之役
- 史波特斯凡尼亞郡府之役
- 北安娜之役
- 冷港之役
- 彼得斯堡之役
- 查理斯鎮之役
- 沃爾瑪之役

## 著名人物
約瑟夫·科曉和約翰·杜比·甘迺迪（John D. Kennedy）都升任將軍；而Richard Rowland Kirkland則在弗德堡之役中幫助了不少受重傷卻無人管的聯邦士兵而被譽為弗德堡天使。

## 外部連結
步兵團之歷史